# Alto Tulijá 1ra. Sección
Alto Tulijá 1ra. Sección är en ort i Mexiko.   Den ligger i kommunen Macuspana och delstaten Tabasco, i den sydöstra delen av landet, 700 km öster om huvudstaden Mexico City. Alto Tulijá 1ra. Sección ligger 9 meter över havet och antalet invånare är 177.
Terrängen runt Alto Tulijá 1ra. Sección är platt åt nordost, men åt sydväst är den kuperad. Runt Alto Tulijá 1ra. Sección är det ganska glesbefolkat, med 38 invånare per kvadratkilometer. Närmaste större samhälle är Buena Vista, 7,5 km väster om Alto Tulijá 1ra. Sección. Trakten runt Alto Tulijá 1ra. Sección består till största delen av jordbruksmark.